# Hrabstwo Grant (Wirginia Zachodnia)
Hrabstwo Grant (ang. Grant County) – hrabstwo w stanie Wirginia Zachodnia w Stanach Zjednoczonych. Obszar całkowity hrabstwa obejmuje powierzchnię 480,19 mil² (1243,69 km²). Według szacunków United States Census Bureau w roku 2010 miało 11 937 mieszkańców.
Hrabstwo powstało w 1866 roku.

## Miasta
- Bayard
- Petersburg[4]

| Populacja hrabstwa w poprzednich latach | Populacja hrabstwa w poprzednich latach |
| Rok                                     | Liczba ludności                         |
| --------------------------------------- | --------------------------------------- |
| 1980                                    | 10 218                                  |
| 1990                                    | 10 428                                  |
| 2000                                    | 11 299                                  |
| 2010                                    | 11 937                                  |